# Щадневская волость
Щадневская волость — административно-территориальная единица в составе Ростовского уезда Ярославской губернии Российской империи. Административный центр — село Щаднево.

## География
На 1885 г. Щадневская волость с севера граничила с Угодичской волостью, с востока — Нажеровской, Ивашевской и Ильинской волостями, с юга — Гарской и Щениковской волостями, с запада и северо-запада — с Петровской и Воржской волостями Ростовского уезда.
Волость включала в себя 16278 десятин земли и была достаточно обширной, в числе этих десятин 10234 были надельными, каждый душевой надел в отдельности составлял 3,5 дес., из числа которых 2,186 дес. пашен.
Грунт в волости частично песчаный, частью глинистый; леса по сравнению с другими волостями уезда было достаточно много, хотя на долю крестьян приходилось леса немного: 329 десятин надельных и 111 десятин собственных, между тем как на других владельцев приходилось 1627 десятин.

## История
В Щадневскую волость на 1885 г. входило 20 сельских обществ: Бабанинское, Бутыревское, Исаевское, Козловское, Красновское, Кулачевское, Куреткинское, Лазарцевское, Минчаковское, Новское, Никольское, Орьковское, Осиповское, Павловское, Паньковское, Скородумовское, Смертинское, Тормасовское, Хмельницкое и Чуриловское, составлявшие 34 селения, состоящие из 1017 дворов и 2931 душ ревизского населения. По посемейным спискам в волости числилось 3521 душ мужского пола, 3876 душ женского пола, а всего 7397 человек.
| №  | Название                    | тип населенного пункта | приход церкви какого села                | современное расположение                                         |
| -- | --------------------------- | ---------------------- | ---------------------------------------- | ---------------------------------------------------------------- |
| 1  | Бабанино                    | деревня                | с. Кулачево                              | Ильинский район, Ивановская область                              |
| 2  | Бутырево                    | деревня                | с. Кулачево                              | Ильинский район, Ивановская область                              |
| 3  | Исаевское                   | село                   | в селе храм 1783 г. постройки            | Ильинский район, Ивановская область                              |
| 4  | Колокуново                  | деревня                | с. Исаевское                             | Ильинский район, Ивановская область                              |
| 5  | Полежайка                   | деревня                | с. Исаевское                             | Ильинский район, Ивановская область                              |
| 6  | Козлово                     | деревня                | с. Спас-Городец                          | не существует, территория Ильинского района Ивановской области   |
| 7  | Красново                    | деревня                | с. Никоново                              | Ростовский район, Ярославская область                            |
| 8  | Орьково                     | деревня                | с. Никольское, Ошаниных-Титова           | не существует, территория Ростовского района Ярославской области |
| 9  | Кулачево                    | село                   | в селе церковь 1787 г. постройки         | Ильинский район, Ивановская область                              |
| 10 | Омачкино                    | деревня                | с. Спас-Городец                          | не существует, территория Ильинского района Ивановской области   |
| 11 | Спас-Городец                | село                   | в селе храм 1804 г. постройки            | Ильинский район, Ивановская область                              |
| 12 | Иванчищево                  | деревня                | с. Кулачево                              | Ильинский район, Ивановская область                              |
| 13 | Куреткино (Куряткино)       | деревня                | с. Кулачево                              | не существует, территория Ильинского района Ивановской области   |
| 14 | Коровайницы                 | деревня                | с. Кулачево                              | не существует, территория Ильинского района Ивановской области   |
| 15 | Луговая (Луговое)           | деревня                | с. Кулачево                              | не существует, территория Ильинского района Ивановской области   |
| 16 | Тохтино                     | поселок                | с. Кулачево                              | не существует, территория Ильинского района Ивановской области   |
| 17 | Вязовка                     | деревня                | с. Лацарцево-Скоропейное                 | не существует, территория Ростовского района Ярославской области |
| 18 | Лазарцево-Скоропейное       | село                   | в селе 2 храма 1799 и 1821 гг. постройки | Ростовский район, Ярославская область, с. Лазарцево              |
| 19 | Якунино                     | деревня                | с. Лазарцево-Скоропейное                 | не существует, территория Ростовского района Ярославской области |
| 20 | Менчаково                   | деревня                | с. Исаевское                             | Ильинский район, Ивановская область, д. Минчаково                |
| 21 | Новое                       | сельцо                 | с. Никольского, Ошаниных-Титова          | не существует, территория Ростовского района Ярославской области |
| 22 | Никольское, Ошаниных-Титова | село                   | в селе церковь 1786 г. постройки         | не существует, территория Ростовского района Ярославской области |
| 23 | Осипово                     | село                   | в селе церковь 1790 г. постройки         | Ильинский район, Ивановская область                              |
| 24 | Павловское-Урусово          | деревня                | с. Щаднево                               | не существует, территория Ильинского района Ивановской области   |
| 25 | Паньково                    | деревня                | с. Осипово                               | не существует, территория Ильинского района Ивановской области   |
| 26 | Скородумово                 | деревня                | с. Мосейцево                             | Ростовский район, Ярославская область                            |
| 27 | Смертино                    | деревня                | с. Никольское, Ошаниных-Титова           | не существует, территория Ростовского района Ярославской области |
| 28 | Никулкино                   | деревня                | с. Лазарцево-Фомино                      | Ильинский район, Ивановская область                              |
| 29 | Тормасово                   | сельцо                 | с. Лазарцево-Фомино                      | Ильинский район, Ивановская область, д. Тормосово                |
| 30 | Хмельники                   | деревня                | с. Никольское, ошаниных-Титова           | не существует, территория Ростовского района Ярославской области |
| 31 | Горбово                     | деревня                | с. Спас-Городец                          | Ильинский район, Ивановская область                              |
| 32 | Чурилово                    | деревня                | с. Кулачево                              | Ильинский район, Ивановская область, д. Большое Чурилово         |
| 33 | Щаднево                     | село                   | в селе церковь 1797 г. постройки         | Ильинский район, Ивановская область                              |
| 34 | Федоровское-Тамара-Урусово  | деревня                | с. Якимовское (Угодичская волость)       | Ростовский район, Ярославская область, д. Федоровское            |

В декабре 1923 г. Щадневская волость была упразднена, ее территории вошли в состав Ильинской, Карашской, Нажеровской, Угодичской волостей.